# 毕范宇
毕范宇（英語：Francis Wilson Price，1895年2月25日—1974年），美南长老会差会传教士，美国汉学家，金陵神学院教授，上海国际礼拜堂牧师。
1895年2月25日，毕范宇出生于中国浙江省嘉兴的美南长老会差会传教士家庭，在中国长大。就读于美国Davidson College、哥伦比亚大学以及耶鲁神学院。1922年获耶鲁神学院学士学位.，并按立为长老会牧师。1923年，毕范宇回到中国，任教于南京金陵神学院，任教授及乡村教会科科长，其间从1926年到1930年回美国攻读耶鲁大学神学博士。1929年将孙中山《三民主义》翻译为英文，由商务印书馆出版。毕范宇投身于乡村服务项目，在江宁县淳化镇设立实习农场，1934年又在江西黎川农场实验区。
抗日战争期间，毕范宇随金陵神学院内迁成都，曾做过蒋介石和国民政府的顾问，并赴美为中国政府寻求支持。抗战结束后，毕范宇出任中华基督教会全国总会乡村教会部负责人、代理长老会总干事，并担任上海国际礼拜堂牧师。
1949年中共执政后，毕范宇留在上海。在1951年控诉运动中，毕范宇因担任蒋政府的顾问而遭到控诉，被软禁2年之久。1953年被中华人民共和国政府驱逐出境，回到美国，曾担任美国南长老会大会主席、纽约宣教士研究图书馆主任.以及纽约协和神学院教授。1974年1月，毕范宇在美国弗吉尼亚州莱克星屯去世，享年78岁。

## 著作
- 《中国的乡村教会》（1948年）[5]
- 《家》
- 《金陵神学院史》

## 延伸阅读
- G. Thompson Brown, "Francis Wilson Price (1895-1974)," Biographical Dictionary of Chinese Christianity, reprinted from Gerald H. Anderson, ed.Biographical Dictionary of Christian Missions, (New York: Macmillan, 1998)
- Price, Frank W. . New York: Agricultural Missions. 1948.
- H. McKennie Goodpasture, "China in an American, Frank Wilson Price: A Bibliographical Essay;" Journal of Presbyterian History 49 (1971): 353-364.
- "Biographical Sketch," "Price, Frank (Francis) Wilson Collection," George C. Marshall Foundation,